# Sala Monferrato
Sala Monferrato (La Sala in piemontese) è un comune italiano di 336 abitanti della provincia di Alessandria, in Piemonte.

## Geografia fisica
Abbarbicato su un’alta collina, Il borgo si trova nel cuore del paesaggio vitivinicolo del Monferrato classificato nel 2014 Patrimonio dell'umanità dall'UNESCO per la sua unicità storica e paesaggistica insieme a quelli di Langhe e Roero (territorio).
La zona collinare del Basso Monferrato in cui si colloca il paese, tra Casale Monferrato e Alessandria, è la continuazione della catena appenninica ed è formata da sedimenti marini che si depositarono durante il Miocene, quando l’area era ancora parzialmente rivestita dal mare.
A testimonianza di ciò l’utilizzo diffuso in tutto il territorio fin dall’anno mille della "Pietra da Cantoni", formata da strati marini calcarei e marnosi datati al Burdigaliano-Langhiano (da 20 a 14 milioni di anni fa), per la costruzione di edifici privati e pubblici e, grazie alla configurazione geologica, la realizzazione dei tradizionali Infernot, piccoli spazi sotterranei scavati nella roccia, utilizzati per custodire e conservare vini e alimenti.

## Storia
Il paese, posto in posizione panoramica sull’apice di una collina, si è sviluppato nel corso dei secoli attorno al nucleo più antico di epoca longobarda del castello, secondo la struttura del ricetto, ovvero il raggruppamento medievale di case difese da mura turrite in cui si raccoglievano gli abitanti della campagna in caso di pericolo.
Al centro delle contrastanti ambizioni territoriali dei vescovi di Asti e di Vercelli, Sala passò al Marchesato del Monferrato per volontà di Federico Barbarossa nel 1164. Nella seconda metà del Trecento il borgo fu concesso al cancelliere marchionale Guglielmo Bava, detto “Bogerio della Sala”, e nei secoli successivi fu retto da un consortile di famiglie nobiliari. Nei primi decenni del Seicento il presidente del Maestrato ducale del Monferrato attestava che i pregiati vini prodotti a Sala erano molto apprezzati alla corte mantovana dei Gonzaga e dell’antico passato il paese ha conservato la vocazione alla viticultura e alla vinificazione.
Nel XVII secolo, nell'ambito della guerra di successione del Monferrato, il territorio fu occupato alternativamente da francesi e spagnoli. Tra la fine del Seicento e i primi decenni del Settecento si consolidò l’egemonia sabauda sulla regione, e Sala, così come gli altri centri vicini, entrò a far parte del regno dei Savoia, del quale da allora in poi seguì le vicende.

## Monumenti e luoghi d'interesse

### Chiesa di San Francesco
Posizionata nel punto più alto del borgo, sopra il castello, è un oratorio quattrocentesco sorto come sede della Confraternita dei Disciplinati, in un primo tempo dedicato a Sant'Antonio da Padova e successivamente a San Francesco. La facciata ha un timpano triangolare e un alto campanile che affianca l’abside. All’interno conserva una statua lignea della Madonna Addolorata e una tela restaurata di Orsola Caccia raffigurante la Madonna con Bambino con i Santi Antonio e Francesco.

### Infernot
Scavato a mano dai frati francescani e ultimato nel 1844, si trova sotto la chiesa di San Francesco e fa oggi parte di quel circuito di infernot situati tra le province di Asti e Alessandria classificato come Patrimonio UNESCO.

#### Ghiacciaia
Inaugurata a ottobre 2019 dopo un lungo restauro, la ghiacciaia è stata realizzata nel biennio 1861-1862 come deposito per il ghiaccio per conservare gli alimenti e presenta una struttura con un alto soffitto a volta ed un robusto rivestimento di mattoni.

#### Chiesa di San Giacomo
Posta al centro del paese sotto la cerchia di costruzioni che corrisponde all'antico ricetto, è la chiesa parrocchiale di Sala Monferrato. La sua costruzione fu iniziata nel 1582 su progetto di Domenico Scovazino per poi essere ampliata in varie riprese nel corso del '700, mentre il campanile è stato costruito agli inizi del XIX secolo.
Al suo interno sono presenti tre quadri di Guglielmo Caccia detto il Moncalvo: la Madonna del Rosario, l’Assunta coi Santi Francesco e Caterina d’Alessandria e la Salita al Calvario; quest’ultima con lo stemma dei Bellone d’Altavilla e dei Della Sala.
Nel presbiterio sono invece conservate due tele dell'Alberini raffiguranti i santi Sebastiano, Antonio Abate, Rocco e Orsola, Lucia, Caterina, Apollonia e Agata, oltre alla tavoletta ex voto dell’incursione degli alemanni nel 1691, posta molto in alto.
Sopra gli stalli del coro si trovano gli affreschi dei fratelli Ivaldi detti “i Muti” ed anche la volta è affrescata.
 Nel ciborio sopra l’altare maggiore è posta una stauroteca contenente un frammento della Croce di Gesù.

##### Chiesa di San Grato
La chiesa campestre di San Grato fu edificata nella seconda metà del Seicento poco distante dall’abitato probabilmente come ex voto dopo una pestilenza. In mattoni a vista, con tiburio ottagonale e frontone curvilineo, è stata restaurata a metà del Settecento da Giovanni Battista Scapitta.

##### Casa Ricordi
Inaugurata il 28 ottobre 2017 alla presenza tra gli altri dei familiari e degli amici Paolo Conte, Gino Paoli, Ricky Gianco e Ivan Cattaneo, è l’unico spazio museale al mondo dedicato all’” inventore dei cantautori” Nanni Ricordi.
Si trova sopra l’ufficio postale nella via principale del borgo, via Roma, e raccoglie poster, copertine di 33 giri ed LP autografati, lettere di Maria Callas e Miranda Martino, libretti d’opera d’inizio Novecento e tante altre testimonianze dei musicisti e cantautori “inventati” e lanciati dal leggendario produttore musicale Carlo Emanuele detto ‘Nanni’.

##### Big Bench
A pochi passi dalla chiesa campestre di San Grato, con una vista spettacolare sulle colline del Monferrato e sul borgo di Sala, la Big Bench salese figura tra le 194 panchine giganti panoramiche del circuito Big Bench Community Project ideato dall’artista Chris Bangle nel 2010 per suscitare, attraverso le dimensioni fuori scala delle sedute, lo stupore e la meraviglia dei bambini rispetto alla bellezza del paesaggio.

## Economia
L'economia del comune si basa principalmente sulla viticultura e la vinificazione, in particolare sulla produzione di Barbera, Grignolino, Freisa, Cortese e Malvasia come da caratteristiche del territorio, tanto da contare sei produttori in loco ed altrettante cantine aperte alla eno-degustazione.
Vino e prodotti locali quali tra l’altro la produzione artigianale di Muletta Monferrina, il tipico salume pregiato del territorio, stanno portando al crescente interesse per il borgo sul fronte del turismo eno-gastronomico, cui si affianca l’attività agricola sempre più improntata ai dettami dell’Agricoltura sostenibile, grazie alla progressiva limitazione di diserbanti chimici e trattamenti fitosanitari.

## Evoluzione demografica
Nonostante l’importante calo demografico che negli ultimi 100 anni ha progressivamente colpito tutti i borghi italiani incluso quello di Sala, oggi (2022) il comune conta 330 abitanti e mostra piccoli segnali di ripresa grazie a otto nuove nascite avvenute a partire dal 2019.
Abitanti censiti

## Amministrazione
Di seguito è presentata una tabella relativa alle amministrazioni che si sono succedute in questo comune.
| Periodo         | Periodo        | Primo cittadino  | Partito                                     | Carica  | Note  |
| --------------- | -------------- | ---------------- | ------------------------------------------- | ------- | ----- |
| 4 dicembre 1985 | 6 giugno 1990  | Dea Rota Melotti | lista civica                                | Sindaco | [ 6 ] |
| 6 giugno 1990   | 24 aprile 1995 | Luigi Bonelli    | Democrazia Cristiana                        | Sindaco | [ 6 ] |
| 24 aprile 1995  | 14 giugno 1999 | Rosanna Melotti  | centro                                      | Sindaco | [ 6 ] |
| 14 giugno 1999  | 14 giugno 2004 | Rosanna Melotti  | lista civica                                | Sindaco | [ 6 ] |
| 14 giugno 2004  | 8 giugno 2009  | Claudio Saletta  | lista civica                                | Sindaco | [ 6 ] |
| 8 giugno 2009   | 26 maggio 2014 | Claudio Saletta  | lista civica: chiesa con spiga di grano     | Sindaco | [ 6 ] |
| 26 maggio 2014  | 26 maggio 2019 | Claudio Saletta  | lista civica: chiesa grappolo d'uva e spiga | Sindaco | [ 6 ] |
| 26 maggio 2019  | 9 giugno 2024  | Mario Melotti    | lista civica: Insieme per Sala              | Sindaco | [ 6 ] |
| 9 giugno 2024   | in carica      | Mario Melotti    | lista civica: Insieme per Sala              | Sindaco | [ 6 ] |

## Galleria d'immagini

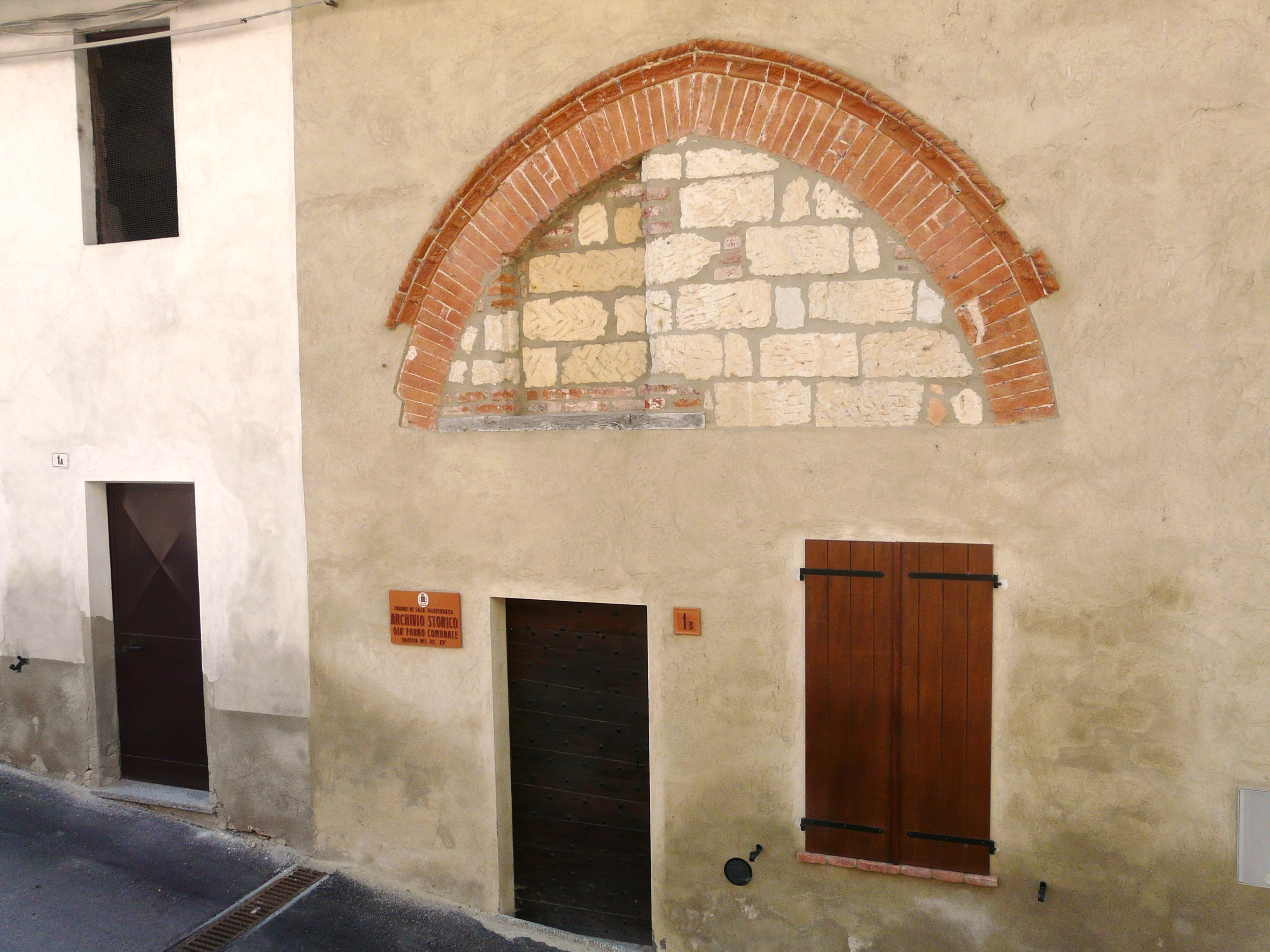
Archivio storico, già forno comunale
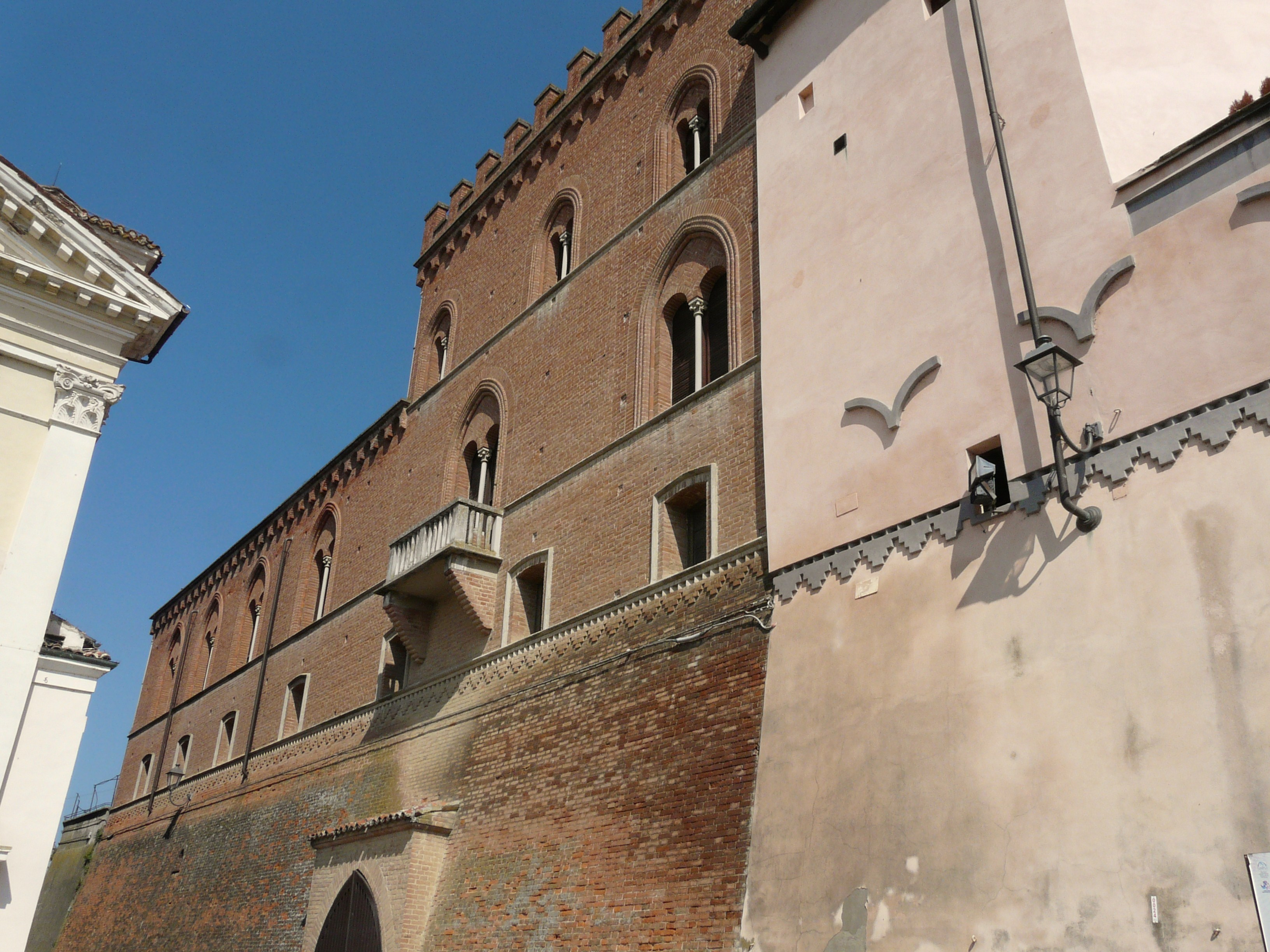
Castello di Sala Monferrato
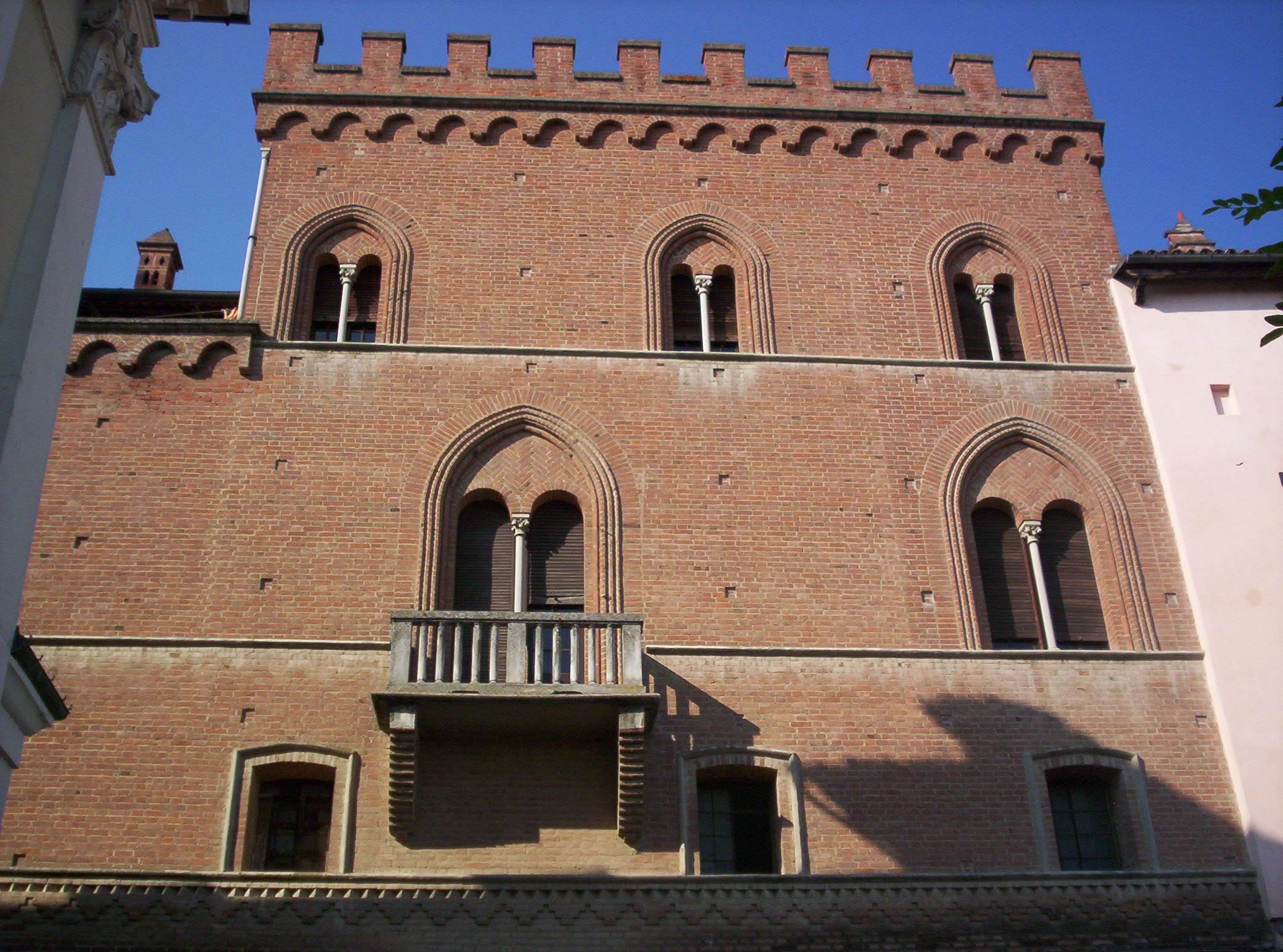
Facciata del castello
Chiesa di Santa Maria
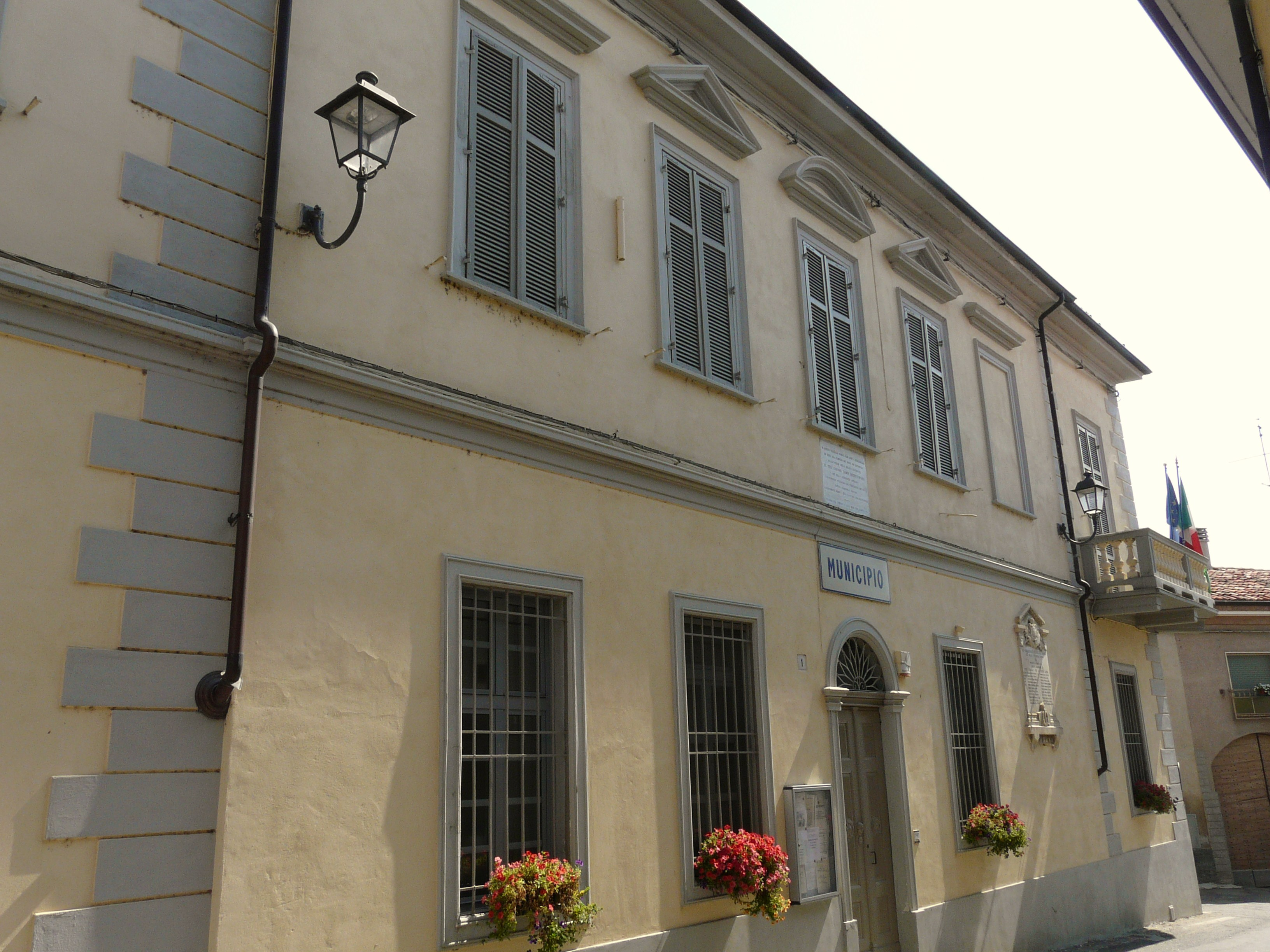
Municipio di Sala Monferrato